# Julia Abigail Fletcher Carney
Julia Abigail Fletcher Carney (ur. 1823, zm. 1908) – poetka amerykańska. 

## Życiorys
Urodziła się w Lancaster w stanie Massachusetts 6 kwietnia 1823. Z zawodu była nauczycielką. Ukończyła Lancaster Academy. W 1849 wyszła za wielebnego T.J. Carneya. Miała dziewięcioro dzieci, ale czworo z nich zmarło w dzieciństwie. Jest autorką wielu artykułów i wierszy. Zmarła 1 listopada 1908 w Galesburg w stanie Illinois. Do jej najbardziej znanych utworów należą wiersze Little Things i Think Gently of the Erring. Została pochowana na Hope Cemetery w Galesburg.